# Christiansholm (Norwegia)
Christiansholm – niewielki fort stanowiący część fortyfikacji portu Kristiansand.
Zbudowany w latach 1662–1672 na wysepce w Østerhavn, ówcześnie głównym porcie Kristiansandu. W 1667 roku wyposażony w 25 różnych dział, dwa lata później uzbrojenie wzmocniono do 25 dział spiżowych i 37 żelaznych.
W forcie zachowało się 8 dział sześciofuntowych.